# Свети Јеролим (острво)
Свети Јеролим је ненасељено острвце у хрватском дијелу Јадранског мора. Налази се у групи Паклених отока у средњој Далмацији око 1 km западно од града Хвара и источно од острва Маринковац. Његова површина износи 0,207 km², док дужина обалске линије износи 2,37 km. Административно припада Граду Хвару у Сплитско-далматинској жупанији.